# Labeyrie
Labeyrie is een gemeente in het Franse departement Pyrénées-Atlantiques (regio Nouvelle-Aquitaine) en telt 103 inwoners (2009). De plaats maakt deel uit van het arrondissement Pau.

## Geografie
De oppervlakte van Labeyrie bedraagt 3,7 km², de bevolkingsdichtheid is dus 27,8 inwoners per km².
De onderstaande kaart toont de ligging van Labeyrie met de belangrijkste infrastructuur en aangrenzende gemeenten.

## Demografie
Onderstaande figuur toont het verloop van het inwonertal (bron: INSEE-tellingen).